# Società Italiana Bernardi

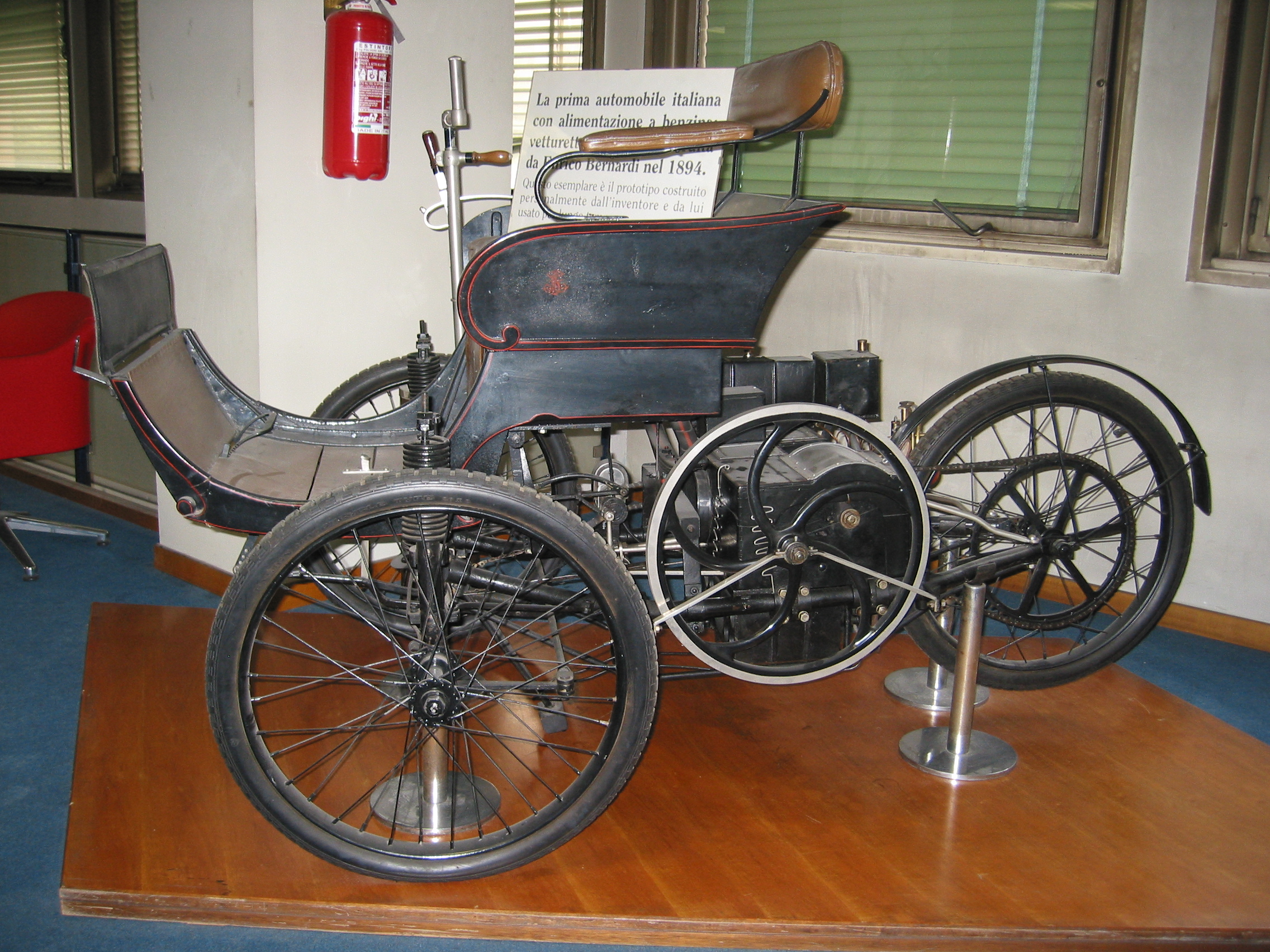
Bernardi von 1894

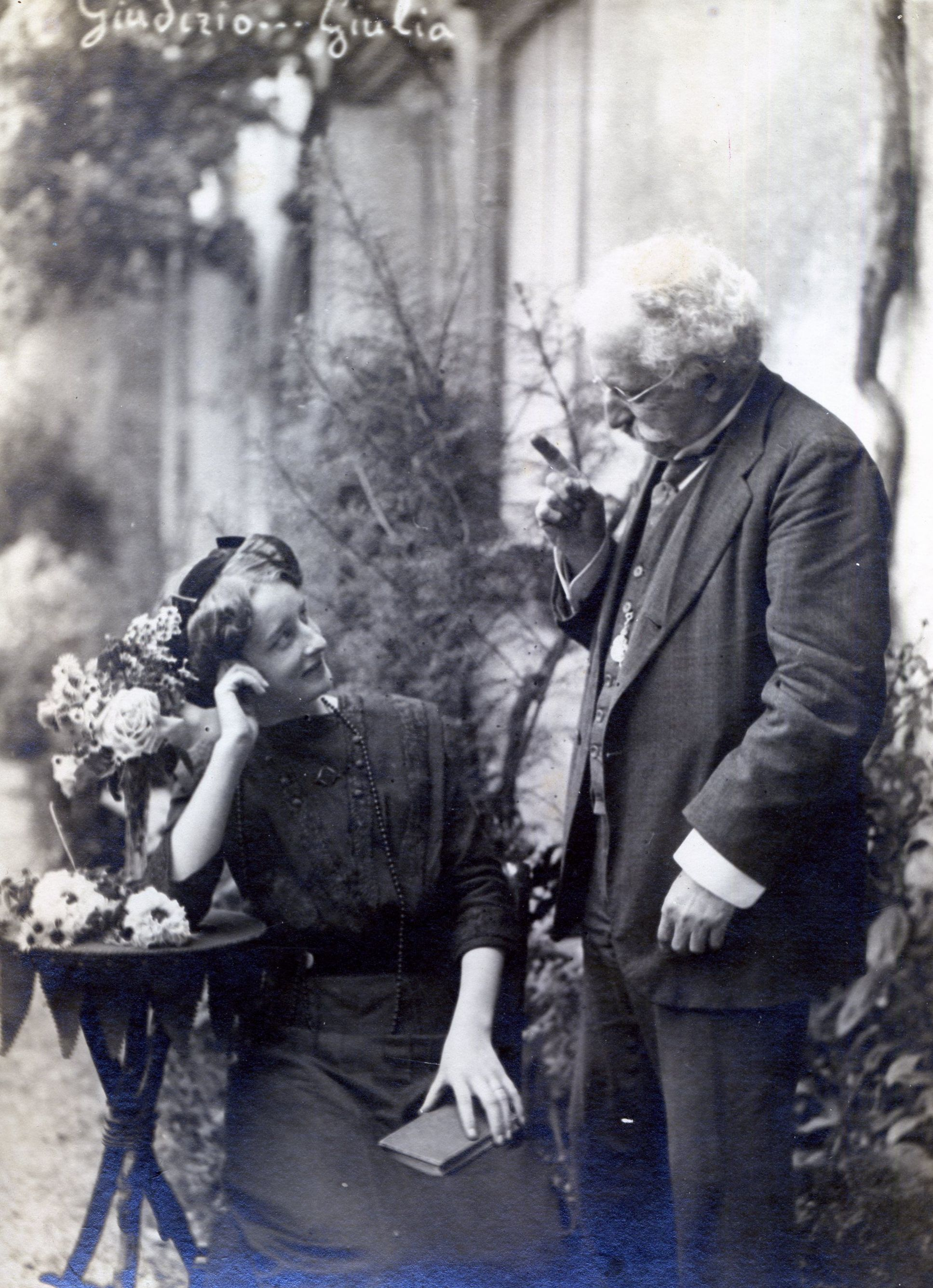
Enrico Bernardi 1912

Die Società Italiana Bernardi war ein italienischer Hersteller von Automobilen.

## Unternehmensgeschichte

### Vorgeschichte
Professor Enrico Bernardi arbeitete seit 1882 an einem Verbrennungsmotor. 1894 entstand das erste Fahrzeug. Am 4. August 1896 wurde das Unternehmen Miari, Giusti & Cia in Padua zur Produktion von Automobilen gegründet. Am 5. Mai 1899 wurde das Unternehmen aufgelöst.

### Società Italiana Bernardi
Bernardi gründete nun die Società Italiana Bernardi und produzierte und vermarktete die Fahrzeuge unter eigenem Namen. Als er wenig später aus dem Unternehmen ausschied, trat der Konstrukteur Aldo Bibolini an seine Stelle. 1901 endete die Produktion.

## Fahrzeuge
Das erste Modell 3 ½ HP war ein Dreirad, bei dem sich das einzelne Rad hinten befand. Der Einzylindermotor mit 624 cm³ Hubraum war in Mittelmotorbauweise vor dem Hinterrad montiert. Die offene Karosserie bot Platz für zwei Personen. Später folgten Modelle mit vier Rädern mit 2,5 PS, 4,5 PS und 6 PS Leistung.
Ein Fahrzeug dieser Marke ist im Museo Nazionale dell’Automobile in Turin zu besichtigen.